# エスタディオ・ホルヘ・ルイス・ヒルシ
エスタディオ・ホルヘ・ルイス・ヒルシ（スペイン語：Estadio Jorge Luis Hirschi）は、アルゼンチンのラプラタにあるサッカースタジアム。ホルヘ・ルイス・ヒルシ・スタジアム（英語：Jorge Luis Hirschi Stadium）ともいう。プロクラブ、エストゥディアンテス・デ・ラ・プラタの本拠地である。愛称はエスタディオ・ウノ（Estadio Uno）または単に「UNO」。

## 概要
出典
パセオ・デル・ボスケ公園（Paseo del Bosque park）に初代スタジアムが作られ、1907年12月25日に、エストゥディアンテス・フィールド（Estudiantes Field）としてオープンし、エストゥディアンテス・デ・ラ・プラタの本拠地となった。
スタジアム南端で1番通りと57番通りが交差することから、「1 y 57（1と57）」「UNO（1）」とも呼ばれる。
1927年から1932年までエストゥディアンテス・デ・ラ・プラタの会長を務めたホルヘ・ルイス・ヒルシ（Jorge Luis Hirschi）にちなんで、彼が死去した1970年に現在のスタジアム名となった。
初代スタジアムは、屋根付きスタジアム以外 ほぼ木製のため危険性が指摘され、2005年に一部閉鎖、2007年に解体され、その後、同じ場所で新しいスタジアム建設工事が始まった。
2019年11月9日に現在のスタジアムがオープンした。

## 沿革
出典

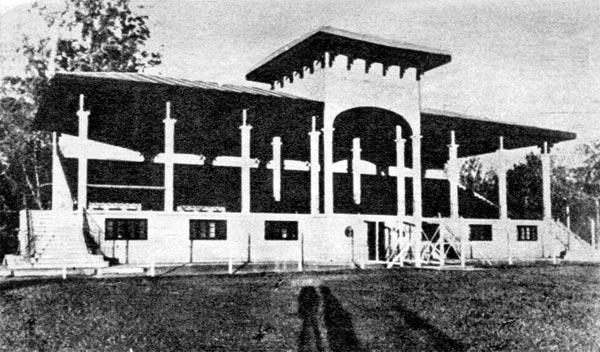
1911年当時の屋根付きスタンド

1906年、エストゥディアンテス・デ・ラ・プラタは、サッカーの公式試合用の本拠地グラウンド建設を計画。1番通りと57番通りが交差する北側の土地を、ブエノスアイレス州から譲られた。1907年12月25日、観客収容2,000人のエストゥディアンテス・フィールド（Estudiantes Field）がオープンした。
1911年には屋根付きのスタンドが建設された。1937年には照明が新設され、アルゼンチンで初めて夜間試合を開催する会場となり、ウルグアイのペニャロールとの親善試合が行われた。
これらの設備により、1938年にエストゥディアンテス・デ・ラ・プラタは、アルゼンチンとウルグアイのクラブが競う当時のトーナメント、Torneo Internacional Nocturno Rioplatense（トルネオ・インテルナシオナル・ノクトゥルノ・リオプラテンセ）に参加できるようになった。1938年2月19日のプリメーラB・ナシオナルとの対戦は「la noche de las camisetas ensangrentadas（血まみれシャツの夜）」と呼ばれる激戦だった。
スタンドは1940年代に改築されたが、1960年に火災で焼失し、その後コンクリートで作られた屋根付きのスタンドに置き換えられた。このスタンドは2007年に会場が取り壊されるまで使用された。
エストゥディアンテス・デ・ラ・プラタで選手や役職などで活躍したホルヘ・ルイス・ヒルシにちなんで、彼が死去した1970年からスタジアム名称を「エスタディオ・ホルヘ・ルイス・ヒルシ（Estadio Jorge Luis Hirschi）」とした。
2005年9月、木製スタンドを禁止する法律により、スタジアムが閉鎖された。エストゥディアンテス・デ・ラ・プラタは、裁判所の閉鎖差し止め命令を根拠に使用継続を主張。ラプラタ市はそれを拒否した。このためエストゥディアンテス・デ・ラ・プラタは、5km離れたエスタディオ・シウダ・デ・ラ・プラタ（Estadio Ciudad de La Plata、愛称Único）にホームグラウンドを移し、最終的に13年間過ごした。

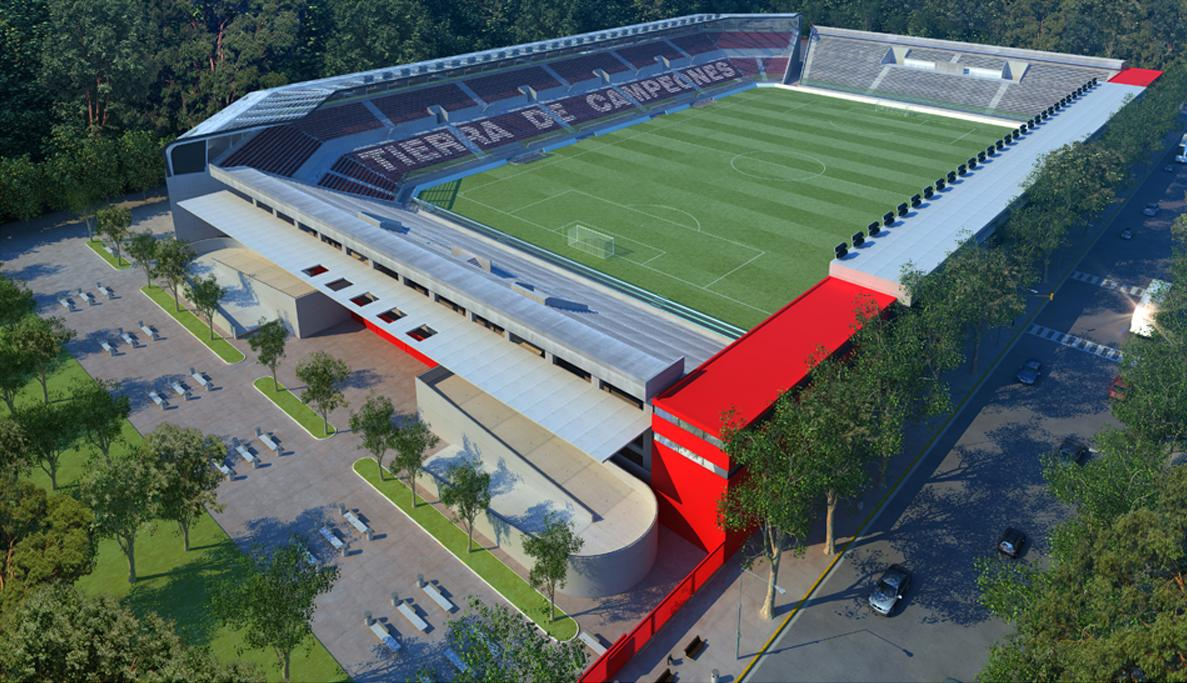
新スタジアムの模型

2006年8月、エストゥディアンテス・デ・ラ・プラタとラプラタ市が、観客席2万人の新スタンドを建設することで合意した。天然芝と人工芝とのハイブリッドのフィールドで、再生可能エネルギーも使用する。 
2019年11月9日、新スタジアムがオープンし、14年ぶりにエストゥディアンテス・デ・ラ・プラタの本拠地として復活した。11月30日に初の公式試合がエストゥディアンテスとアトレティコ・トゥクマンとで行われ、1-1の引き分けとなった。 
2024年8月31日、ザ・ラグビーチャンピオンシップ2024の会場の1つとして、アルゼンチン代表（ロス・プーマス）とオーストラリア代表とが対戦。ラグビーユニオンの代表チームがこの会場で試合をするのは初めてとなる。

## ホルヘ・ルイス・ヒルシ

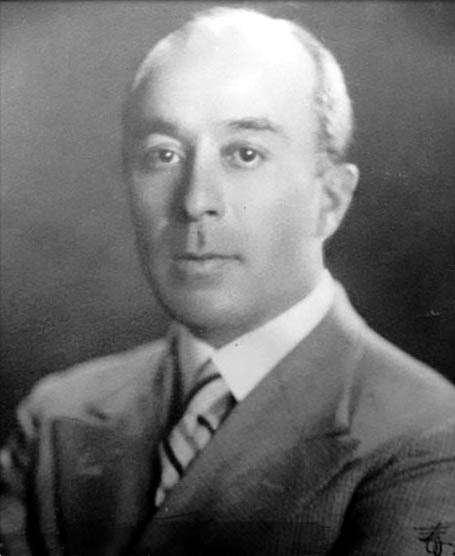
ホルヘ・ルイス・ヒルシ。エストゥディアンテス・デ・ラ・プラタで、選手や会長などを務めた。

ホルヘ・ルイス・ヒルシ（Jorge Luis Hirschi、1889-1970）は、1905年にサッカークラブ エストゥディアンテス・デ・ラ・プラタが設立された直後に加入、44番目の選手会員となった。当時、クラブではラグビーのセクションもあったため、ラグビーもプレーした。
右ウイングまたはセンターフォワードとしてプレーし、1911年にプリメーラ・ディビシオンに昇格したチームにおいて、最多得点者となった。1914年にサッカーから引退するまでエストゥディアンテスでプレーした。その頃までに、医学の学位を取得し、ラ・パンパ州に移り医師として働き、その後ラ・プラタに戻った。
1927年、エストゥディアンテス・デ・ラ・プラタの会長に選出され、1932年まで務めた。会長在任中、エストゥディアンテスの会員数は300人から8,000人に増加。クラブ会長を退任後、政治家としてのキャリアを始め、1932年にはラプラタ市長を務めた。
1970年に死去。当時のクラブ会長マリアナオ・マンガノの提案により、スタジアムにヒルシの名前を冠するようになった。
新築工事中は、別のスタジアム名（「ティエラ・デ・カンペオネス（Tierra de Campeones ＝ チャンピオンの国）」や「オスバルド・スベルディア（Osvaldo Zubeldía、他の選手の名前）」）などの案もあったが、エスタディオ・ホルヘ・ルイス・ヒルシの名称は残された。